# 简纳德
简纳德，AC（英語：Jeff Kennett，音译杰夫·肯尼特，1948年3月2日—），全名杰弗里·吉布·肯尼特（英語：Jeffrey Gibb Kennett），曾任澳大利亚维多利亚州州长（1992-1999），为澳大利亚自由党成员。
简纳德生于墨尔本，入读澳大利亚国立大学但一年后即辍学，进入百货公司广告部。1968年被征兵入伍，后通过军官训练，越南战争期间任澳大利亚陆军驻马来西亚、新加坡部队军官。1970年退伍，和朋友创业开办广告公司。1976年入选维多利亚议会。1992年至1999年任维多利亚州州长。从州长任上退休后成为媒体评论员。
简纳德任内在维多利亚州推行大幅度的私有化改革并放松政府监管，大量推广用公私合作筹款兴建基础设施项目，被认为推动了州府墨尔本和其他地区的经济发展和建设，但其政策造成的州营企业和公共服务业从业人员大量失业，以及通过让私营资本参与公共建设和允许垄断性经营将改革得益转入大资本阶层的口袋，都造成相当的争议。